# Józef Majchrzak
Józef Majchrzak (ur. 14 stycznia 1923 w Siutkówku, zm. 25 listopada 1993 w Bydgoszczy) – polski działacz partyjny, poseł na Sejm PRL IV, V, VI, VII i VIII kadencji (1965–1981).

## Życiorys
Syn Jana i Heleny z domu Hejmanowskiej. Uzyskał wykształcenie wyższe niepełne, z zawodu stolarz. Uczęszczał do Centralnej Szkoły Partyjnej. W Komitecie Wojewódzkim Polskiej Zjednoczonej Partii Robotniczej w Bydgoszczy od grudnia 1956 do 16 października 1980 był członkiem sekretariatu, od 22 grudnia 1956 do 3 stycznia 1967 sekretarzem ds. organizacyjnych, a od 3 stycznia 1967 do 16 października 1980 I sekretarzem. W drugiej połowie lat 70. kierował prezydium Wojewódzkiej Rady Narodowej. 20 czerwca 1964 został zastępcą członka, a 16 listopada 1968 członkiem Komitetu Centralnego PZPR. W 1965, 1969 i 1972 uzyskiwał mandat posła na Sejm PRL w okręgu Włocławek, a w 1976 i 1980 w okręgu Bydgoszcz. W IV i V kadencji zasiadał w Komisji Spraw Wewnętrznych, w VI, VII i VIII kadencji w Komisji Spraw Wewnętrznych i Wymiaru Sprawiedliwości. 30 lipca 1981 zrzekł się mandatu.
W czasie stanu wojennego został internowany wraz grupą byłych czołowych działaczy PZPR.

## Ordery i odznaczenia
- Order Sztandaru Pracy I klasy
- Order Sztandaru Pracy II klasy (1964)[3]
- Krzyż Oficerski Orderu Odrodzenia Polski
- Medal 30-lecia Polski Ludowej[4]
- Medal 10-lecia Polski Ludowej
- Złoty Medal „Za zasługi dla obronności kraju”
- Srebrny Medal „Za zasługi dla obronności kraju”
- Brązowy Medal „Za zasługi dla obronności kraju”
- Odznaka 1000-lecia Państwa Polskiego (1966)[5]
- Medal „Za zasługi dla Pomorskiego Okręgu Wojskowego” (1970)[6]